# Gordon Royle
Gordon Royle est un mathématicien australien, professeur à la School of Mathematics and Statistics de l'université d'Australie-Occidentale.
Royle est coauteur (avec Chris Godsil) du livre Algebraic Graph Theory (GTM 207).
Il est aussi connu pour ses études sur les grilles de sudoku de poids minimal. Il possède ainsi une collection de plus de 40 000 grilles de poids 17 (c'est-à-dire des grilles à solution unique dont 17 nombres sont déjà remplis).